# Isabelle Adjani
Pour les articles homonymes, voir Adjani.
Isabelle Adjani, née le 27 juin 1955 dans le 17e arrondissement de Paris, est une actrice et chanteuse française.
Elle débute à 14 ans au cinéma, puis entre à 17 ans à la Comédie-Française en 1972 et devient rapidement une vedette.
Elle reçoit à cinq reprises le César de la meilleure actrice, pour Possession, L'Été meurtrier, Camille Claudel, La Reine Margot et La Journée de la jupe. Elle est par ailleurs nommée deux fois à l'Oscar de la meilleure actrice, pour L'Histoire d'Adèle H. et Camille Claudel, et est récompensée du Prix d'interprétation féminine du Festival de Cannes pour Possession et Quartet, et de l'Ours d'argent de la meilleure actrice à Berlin pour Camille Claudel.

## Biographie

### Famille, jeunesse, formation
Isabelle Adjani naît d'un père français d'origine kabyle, Mohammed Chérif Adjani (1923-1983), né à Constantine, engagé à l'âge de seize ans dans l'armée française durant la Seconde Guerre mondiale, et d'une mère allemande, d'origine bavaroise, Augusta Emma Schweinberger (1919-2007), dite Gusti,,. Dans une interview donnée en 1985, Isabelle Adjani explique pourquoi sa mère avait l'habitude de dire que son père était d'origine turque : elle avait honte de ses origines algériennes. Elle lui demanda également de changer son prénom Mohammed en Chérif car cela faisait plus « américain ».
Isabelle Adjani grandit dans une HLM à Gennevilliers, dans les Hauts-de-Seine, auprès de son père garagiste, de sa mère qui fait des ménages, et de son frère cadet Éric (né le 29 avril 1957 et mort le 25 décembre 2010), qui sera photographe. Elle va au lycée Paul-Lapie à Courbevoie, et poursuit un temps ses études secondaires à Reims, au lycée Jean-Jaurès, pendant qu'elle y répète et joue La Maison de Bernarda Alba. Elle obtient un premier rôle à quatorze ans dans un film pour enfants, Le Petit Bougnat, tourné pendant les vacances scolaires, puis joue à seize ans dans Faustine et le Bel Été avec les jeunes premiers Muriel Catala, Francis Huster, Jacques Spiesser, Jacques Weber, et Isabelle Huppert, qui y fait une première courte apparition.
Outre le français, Isabelle Adjani parle couramment allemand, anglais et italien. En allemand, elle a interprété le premier rôle féminin de Nosferatu, fantôme de la nuit. Elle a joué en anglais dans Le Locataire, Driver, Possession, Quartet, Ishtar, Diabolique et Nosferatu, fantôme de la nuit, ce dernier film ayant été tourné en allemand et en anglais dans deux versions distinctes. Elle est la première à recevoir un César de la meilleure actrice pour un rôle non francophone (Possession en 1982), et la première actrice française à être deux fois candidate à l'Oscar de la meilleure actrice pour une interprétation en français (L'Histoire d'Adèle H en 1976 et Camille Claudel en 1990).

### Révélation (1972-1975)
En 1972, à l'âge de dix-sept ans, Isabelle Adjani débute sur les planches à Reims, avec la troupe de Robert Hossein, dans La Maison de Bernarda de Federico García Lorca avec Annie Ducaux. La pièce, une coproduction avec la Comédie-Française, est un triomphe, et est reprise plus tard au théâtre de l'Odéon.

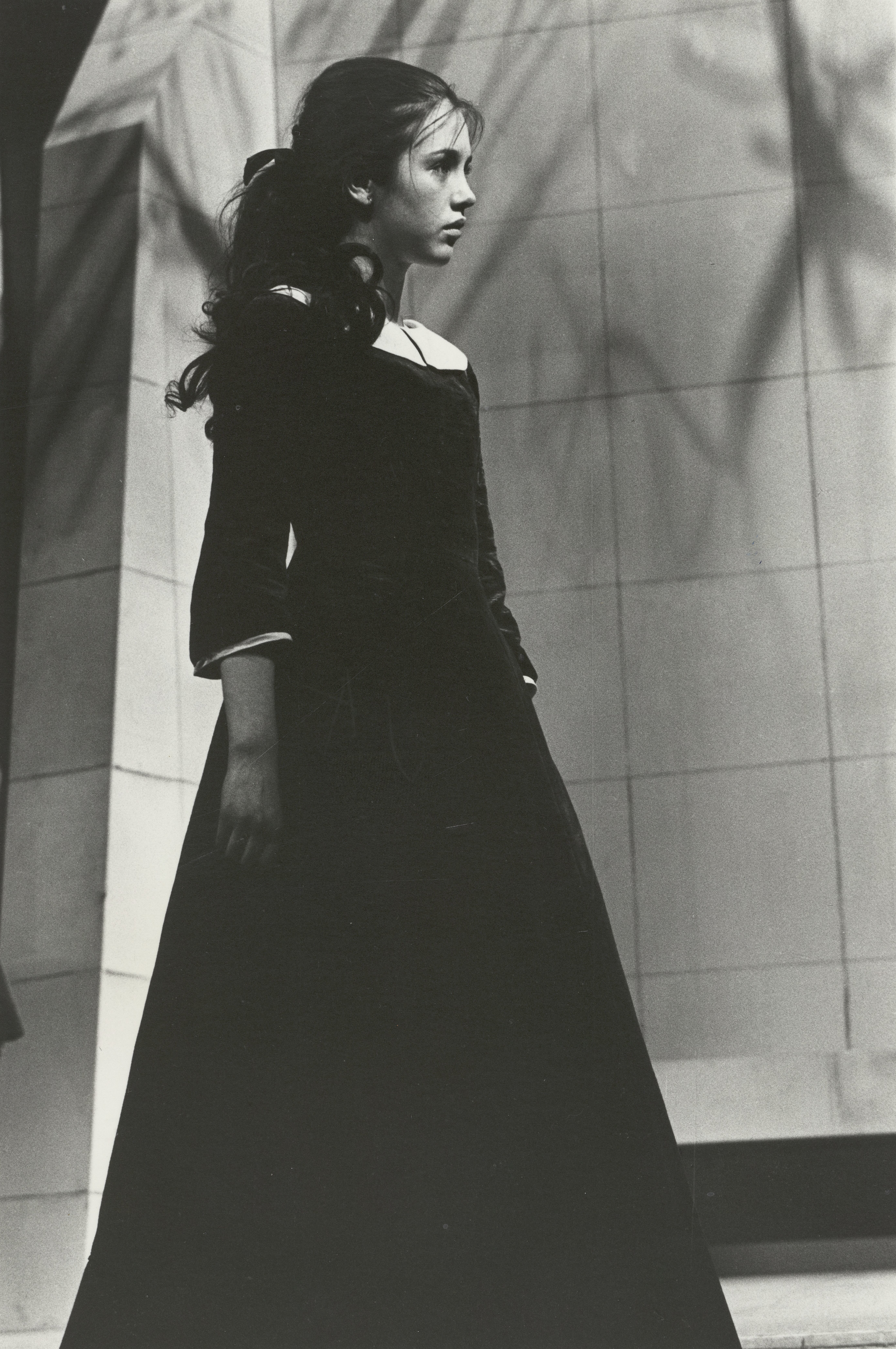
Isabelle Adjani interprétant le rôle d'Agnès dans la pièce L'École des femmes (1973).

En 1973, Annie Ducaux recommande sa jeune partenaire à Jean-Paul Roussillon, qui prépare une mise en scène de L'École des femmes de Molière à la Comédie-Française, et cherche l'Agnès idéale. Isabelle entre ainsi à la Comédie-Française, et tient le rôle, dans lequel elle fait sensation, aux côtés de Pierre Dux et Michel Aumont, en alternance dans le rôle d'Arnolphe, après avoir, en 1973, impressionné dans une version télévisée avec Bernard Blier, réalisée par Raymond Rouleau. Elle tient le rôle titre d'Ondine de Jean Giraudoux, mis en scène au Français par le même Raymond Rouleau.
Au cinéma, elle est révélée au grand public en 1974 grâce à son rôle de jeune fille en rébellion contre son père (joué par Lino Ventura, la grande vedette masculine de l'époque), dans La Gifle de Claude Pinoteau, dont le succès la propulse au rang des jeunes actrices françaises les plus en vue.
En 1975, le réalisateur François Truffaut la remarque dans une version télévisée de L'École des femmes par Raymond Rouleau et dans le film La Gifle. Il écrit une lettre à l'actrice pour lui offrir le rôle titre de son prochain film, L'Histoire d'Adèle H. : « Vous êtes une actrice fabuleuse et, à l'exception de Jeanne Moreau, je n'ai jamais senti un désir aussi impérieux de fixer un visage sur la pellicule… » L'histoire revient sur l'amour non réciproque, mais passionné et obsessionnel, d'Adèle Hugo, fille de l'écrivain Victor Hugo, pour un lieutenant britannique. Pierre Dux, administrateur général de la Comédie-Française, s'oppose au projet et propose à Isabelle Adjani de la nommer sociétaire de l'institution afin de la retenir en son sein. Dans un premier temps, l'actrice hésite mais, attirée par le rôle et par la perspective de travailler avec François Truffaut, renonce au théâtre et accepte la proposition du réalisateur. Le tournage a lieu sur l'île de Guernesey et dure deux mois. Truffaut se fait le pygmalion d'Adjani, lui donne des leçons de cinéphilie et tombe amoureux d'elle. L'actrice évoque une atmosphère de tournage à la fois concentrée, religieuse, mais également tendue, passionnelle, nerveusement éprouvante. À ce propos, le cinéaste écrit à une amie : « Vous me parlez du plaisir que je dois éprouver à diriger Isabelle. C'est tout le contraire d'un plaisir, une souffrance de tous les jours, pour moi, et presque une agonie pour elle. Car son métier est une religion, et notre tournage une épreuve pour tout le monde ». À propos du film, le critique de cinéma Jean-Marc Lalanne écrit dans Le dictionnaire Truffaut : « De façon très romanesque, Truffaut a enlevé Isabelle Adjani, l'a arrachée du théâtre pour l'inventer star de cinéma ». L'Histoire d'Adèle H. connaît un succès critique et commercial lors de sa sortie en 1975 et Adjani se voit citée pour la première fois pour le César de la meilleure actrice ainsi que pour l'Oscar. La critique américaine lui promet un avenir de légende et la compare à Marlene Dietrich, à Ingrid Bergman ou encore à Greta Garbo.

### Succès (1976-1986)

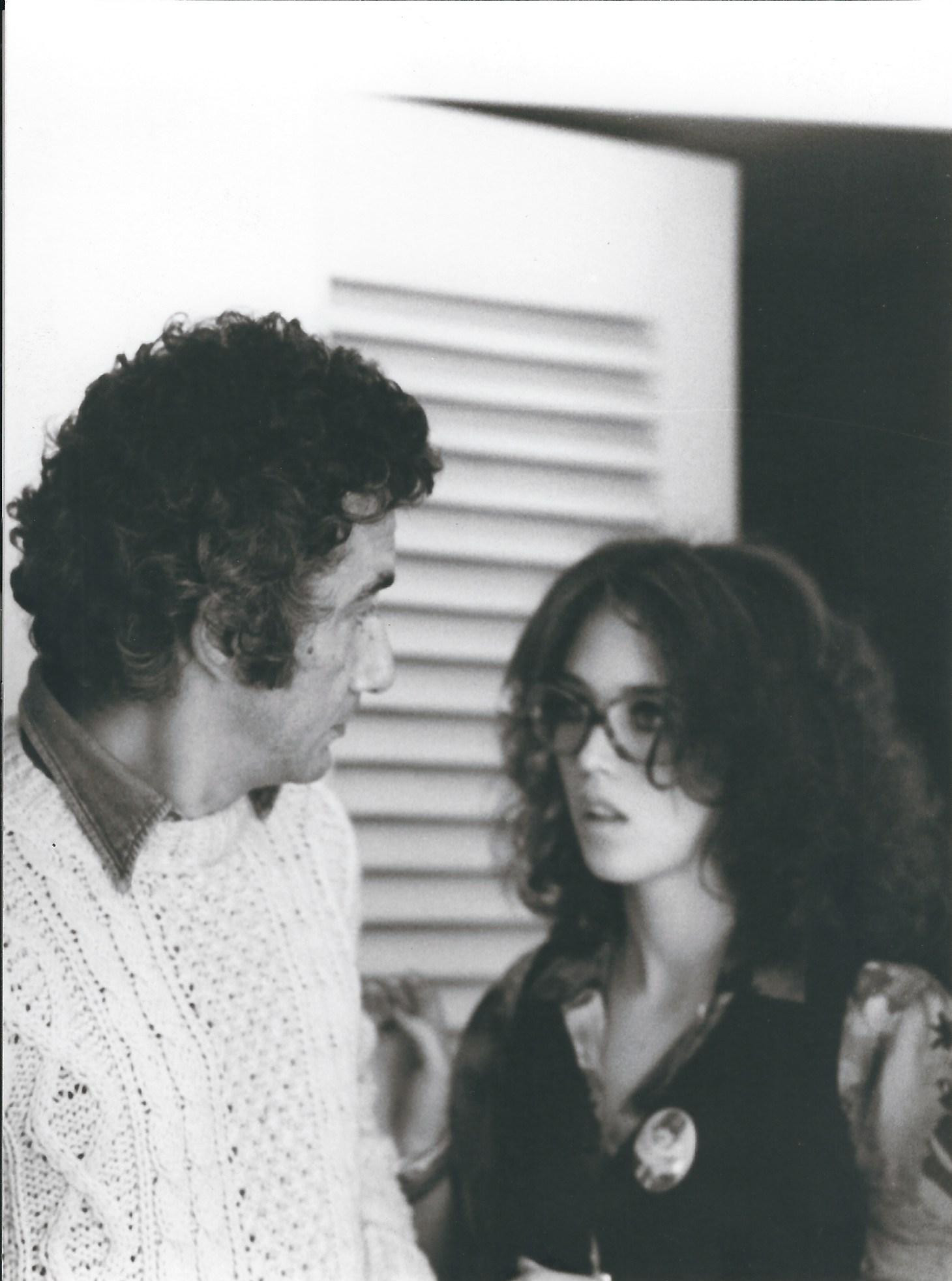
Herman Braun-Vega et Isabelle Adjani sur le tournage du film Le Locataire de Roman Polanski dans l'atelier-loft du peintre, rue des Apennins à Paris.

L'année suivante, Isabelle Adjani joue sous la direction de Roman Polanski dans Le Locataire. Le réalisateur, également acteur principal du film, est témoin de la dévotion totale qu'accorde l'actrice à son métier : « C'était une travailleuse acharnée qui faisait preuve de grandes facultés de concentration. Elle allait même parfois un peu trop loin, parvenant par exemple à si bien se faire pleurer pendant les répétitions qu'elle n'avait plus de larmes au moment de la prise ». Si l'étrangeté paranoïaque et cauchemardesque du récit séduit aujourd'hui les critiques qui considèrent cette œuvre comme l'une des plus abouties du réalisateur, cette fable sur l'aliénation urbaine et l'anomie, d'une fantaisie noire proche du délire, est mal reçue lors de sa présentation en compétition au 29e Festival de Cannes et ne rencontre pas le succès commercial escompté. La même année, Adjani est dirigée pour la première fois par André Téchiné à l'occasion du tournage de Barocco, pour lequel elle donne la réplique à Gérard Depardieu ; elle est nommée pour la seconde fois au César de la meilleure actrice et acquiert « de l'assurance, une écoute plus profonde, une observation plus attentive de ce qui m'entoure ». En 1977, l'actrice tient le rôle principal de Violette et François de Jacques Rouffio aux côtés de Jacques Dutronc et décline l'offre de Luis Buñuel de jouer dans son film Cet obscur objet du désir en raison des scènes de nu. Elle accompagne son conjoint Bruno Nuytten sur le tournage du Camion de Marguerite Duras et est la scripte du film. L'année suivante, Isabelle Adjani fait ses premiers pas à Hollywood avec le film policier Driver de Walter Hill pour lequel elle côtoie Ryan O'Neal. Pour sa performance, l'actrice s'inspire de Carole Lombard, Bette Davis, Barbara Stanwyck, Greta Garbo et Lauren Bacall : « Ce rôle m'a permis de développer une sophistication, une inexpressivité que je n'avais jamais employées jusque-là et que j'avais depuis longtemps envie d'essayer ».
En 1979, Adjani tourne pour Werner Herzog dans Nosferatu, fantôme de la nuit, l'un des films dont elle est la plus fière. La même année, elle retrouve André Téchiné pour Les Sœurs Brontë dans lequel elle incarne Emily Brontë, l'auteur du classique de la littérature anglaise Les Hauts de Hurlevent. La presse commente alors sa supposée rivalité avec sa partenaire du film, Isabelle Huppert, interprète de Anne Brontë, et qui, à l'instar d'Adjani, a connu une ascension fulgurante dans les années 1970. Selon Téchiné, le tournage des Sœurs Brontë s'avère difficile en raison des relations tendues entre les deux actrices. Isabelle Adjani, quant à elle, explique avoir mal vécu sa mise à l'écart de certains projets, au début des années 1980, à cause du producteur Daniel Toscan du Plantier, directeur de la Gaumont, qui aurait tenté d'imposer Isabelle Huppert, alors sa compagne, comme étoile du cinéma français.
La même année, Isabelle Adjani donne naissance à son premier enfant, Barnabé Nuytten, né de son union avec le directeur de la photographie Bruno Nuytten, rencontré en 1976 sur le tournage de Barocco.
Après deux ans d'absence, l'actrice fait son retour au cinéma en 1981 avec la comédie Clara et les chics types de Jacques Monnet. La même année, elle reçoit un double Prix d'interprétation féminine du Festival de Cannes pour Quartet de James Ivory et Possession d’Andrzej Żuławski. Le tournage de ce dernier, dans lequel elle interprète un double rôle sulfureux, halluciné et extrême qui fait d'elle l'incarnation-type de l'héroïne romantique, tumultueuse et exaltée, est pour elle difficile en raison du caractère violent de Zulawski : « Je dois à la mystique d'Andrzej Żuławski de m'avoir révélé des choses que je ne voudrais jamais avoir découvertes… Possession, c'était un film infaisable, et ce que j'ai fait dans ce film était tout aussi infaisable. Pourtant, je l'ai fait et ce qui s'est passé sur ce film m'a coûté tellement cher… Malgré tous les prix, tous les honneurs qui me sont revenus, jamais plus un traumatisme comme celui-là, même pas… en cauchemar ! » ; elle obtient son premier César de la meilleure actrice. Toujours en 1981, l'actrice apparaît dans L'Année prochaine si tout va bien, une comédie de Jean-Loup Hubert, qu'elle regrette d'avoir tournée, avec également Thierry Lhermitte. À cette époque, le public et la critique lui reprochent ses longues absences entre deux films, ce à quoi elle répond : « Cette inactivité professionnelle m'a permis de beaucoup réfléchir. Et j'ai fini par me dire qu'il faudrait penser à ce que, moi j'ai envie de faire plutôt que d'attendre que quelqu'un arrive et me dise : votre désir imaginaire, je l'ai entre les mains. Voilà le script ! Attendre, cela c'est idiot ».
En 1982, l'actrice donne la réplique à Yves Montand dans la comédie Tout feu, tout flamme de Jean-Paul Rappeneau. La même année, elle joue le rôle d'une femme artiste et féministe pour le film de Carlos Saura, Antonieta. Elle travaille quelques jours sur le tournage de Prénom Carmen que réalise Jean-Luc Godard. À propos du réalisateur, Adjani, remplacée par Maruschka Detmers, indique que « pendant ces quelques jours avec lui, je me suis sentie sans protection, vulnérable ». La même année, sort son premier album musical produit, écrit et composé par Serge Gainsbourg, Beau oui comme Bowie, dont elle coécrit les paroles de plusieurs titres.
L'année suivante, Isabelle Adjani connaît deux grands succès au cinéma. Le premier, Mortelle randonnée de Claude Miller, la fait jouer face à Michel Serrault le rôle d'une jeune femme instable qui assassine et dévalise des hommes fortunés. Le second, L'Été meurtrier de Jean Becker, lui procure son deuxième César de la meilleure actrice. L'actrice refuse d'abord le film de Becker en raison des scènes de nu et de certains dialogues qui la gênent. Elle revient sur sa décision un an après la première offre lorsqu'elle apprend que le réalisateur propose le rôle à une autre actrice. Lors de la présentation du film au 36e Festival de Cannes, elle provoque une grève des photographes après avoir annulé sa présence à la séance de photos pour la presse. Durant la montée des marches du Palais du festival par l'équipe du film, les appareils et téléobjectifs seront posés au sol et les professionnels tournent le dos à l'actrice. Isabelle Adjani semble alors l'une des actrices les plus aimées et admirées des Français. Toujours en 1983, elle fait son retour sur les planches avec la pièce d’August Strindberg, Mademoiselle Julie, jouée à l'automne au théâtre Édouard-VII. Elle abandonne cependant après une cinquantaine de représentations, épuisée par l'expérience : « J'ai eu tort d'avoir voulu que tout soit comme avant, d'avoir voulu retrouver le plaisir innocent de jouer comme lorsque j'étais au Français. C'était de la folie, de la pure folie ».
Isabelle Adjani, après deux années d'absence, joue en 1985 dans le film policier de Luc Besson, Subway, et est nommée une cinquième fois pour le César de la meilleure actrice. L'année suivante, elle joue sous la direction d'Agnès Varda dans T'as de beaux escaliers, tu sais, un court-métrage documentaire réalisé à l'occasion du 50e anniversaire de la Cinémathèque française et présenté hors-compétition lors du 39e Festival de Cannes. À partir de 1984, elle entretient, pendant près de deux ans, une idylle avec l'acteur américain Warren Beatty. Ce dernier la choisit pour être sa partenaire dans la comédie Ishtar réalisée par Elaine May et avec également Dustin Hoffman. Cette seconde expérience américaine pour l'actrice connaît cependant un lourd échec commercial. À cette époque, elle refuse de nombreux projets, à l'instar de L'Insoutenable Légèreté de l'être de Philip Kaufman ou encore trois films réalisés par Adrian Lyne, 9 Semaines ½, Proposition indécente et Liaison fatale, le seul qu'elle ait regretté.

### Consécration (1987-1994)
Alors qu'elle fait face à une rumeur qui la dit atteinte du sida et qu'elle dément à la télévision au journal de TF1 de Bruno Masure le 18 janvier 1987, Isabelle Adjani entreprend la préparation d'un film biographique sur la sculptrice Camille Claudel. Après avoir cherché en vain un réalisateur, l'actrice se tourne vers son ancien compagnon, Bruno Nuytten. Ce dernier, considéré comme l'un des meilleurs chefs opérateurs français, accepte de mettre en scène le film et d'en écrire le scénario : « Sa raison d'être, c'était l'ombre. À partir de l'ombre, il faisait exister la lumière. Il m'avait dit que jamais il ne passerait à la mise en scène. Je lui ai dit que j'aimerais me servir du corps de Camille Claudel pour pouvoir incarner mon propre désarroi, mon cri. Il m'a entendue ». Lors de sa sortie en salle en 1988, Camille Claudel, avec également Gérard Depardieu dans le rôle du sculpteur Auguste Rodin, est un triomphe critique et public ; Isabelle Adjani est nommée une seconde fois pour l'Oscar et une troisième pour le César de la meilleure actrice. Lors de la remise de ce dernier, l'actrice fait sensation en lisant un extrait des Versets sataniques de Salman Rushdie, sous le coup d'une fatwa. Isabelle Adjani prévoit de retrouver Bruno Nuytten pour tourner plusieurs portraits, dont l'un de Etty Hillesum, une jeune femme juive hollandaise et mystique pendant la Seconde Guerre mondiale, ou un autre de Béatrice Saubin, une française condamnée à mort au début des années 1980 en Malaisie pour possession d'héroïne. Camille Claudel reste cependant l'unique collaboration réalisateur-actrice entre Nuytten et Adjani :

« Pour moi, c'est le film marquant pour lequel on me connaît et on me reconnaît. Pour lui, c'est le film grâce auquel il a pu exprimer l'amour et l'âme et l'admiration qu'il avait pour moi comme actrice. Mais ça a aussi été un sacrifice qui lui a enlevé sa protection d'ombre et dégoûté de la lumière, l'a éloigné du cinéma. Là, j'ai vraiment vécu, cette fois-ci comme témoin, la destruction de la sensibilité d'un artiste. Et cet homme qui avait été très fort pour moi, à un moment critique de mon existence, de ma carrière, s'est retrouvé désemparé dans la sienne. Il s'est séparé du cinéma… »

Au début des années 1990, Isabelle Adjani se tient en retrait du cinéma et de la vie publique. Elle refuse de nombreux films, parmi lesquels Cyrano de Bergerac de Jean-Paul Rappeneau, Dick Tracy de Warren Beatty, Basic Instinct de Paul Verhoeven ou La Leçon de piano de Jane Campion, afin de se consacrer à sa relation avec l'acteur irlandais Daniel Day-Lewis, qui bat rapidement de l'aile. Elle souffre aussi de la concurrence de la génération de jeunes actrices comme Virginie Ledoyen, Valeria Bruni Tedeschi, Elsa Zylberstein, Romane Bohringer ou Sophie Marceau. Elle retrouve le chemin des plateaux en 1993, après cinq ans d'absence, pour le film Toxic Affair de la jeune Philomène Esposito, à qui elle se confiait. Cette comédie, qu'elle a considérablement réécrite elle-même et pour laquelle elle touche un cachet de 10 millions de francs (ce qui représente un salaire-record pour le cinéma français), connaît un tournage catastrophique, se soldant par un lourd échec critique et public.
En 1994, Isabelle Adjani retrouve le succès avec l'un des films les plus marquants de sa carrière, La Reine Margot de Patrice Chéreau, fresque historique sur le massacre de la Saint-Barthélemy. Tourné sur plus de six mois et nécessitant un budget colossal de 120 millions de francs – l’équivalent d’un peu plus de 18 millions d’euros, ce film à grand spectacle, sanglant et porté par l'interprétation d'Adjani dans le rôle-titre, revient sur l'extinction des Valois du trône de France et s'inspire d'un roman-feuilleton d'Alexandre Dumas, consacré au mariage d'Henri de Navarre, futur Henri IV avec Marguerite de France et aux amours supposées de cette dernière avec le marquis de La Môle. Pour Adjani, le film est avant tout l'histoire d'une famille incestueuse et déchirée, « qui s’entre-dévore et s’arrache son propre cœur » :

« Ce qui me touchait chez Margot, c’était le mélange entre sa personnalité tyrannique d’âme bien née et sa nature d’amoureuse. La rencontre avec La Môle, huguenot alors qu’elle est catholique, la fracture intérieurement. La politique et l’amour fou se mêlent de façon inextricable. C’est romantique et terrifiant. Patrice cherchait l’extrême mélange des genres. La douceur, l’exaspération, le massacre, l’amour insensé. Dans chaque scène, deux éléments antagonistes sont confrontés. C’était difficile, il nous mettait en état de court-circuit. Il faut toujours être au diapason avec lui. C’est vraiment un chef d’orchestre – et pas de musique de chambre. »

Le film est présenté au 47e festival de Cannes où il reçoit un accueil critique mitigé, certains lui reprochant son emphase et sa théâtralité. Il devient néanmoins l'un des plus importants succès publics d'Isabelle Adjani et rassemble plus de deux millions de spectateurs en salle. Elle remporte son quatrième César de la meilleure actrice. L'actrice, enceinte de sept mois, ne se rend pas à la soirée de remise des prix et se fait représenter par Alain Delon, président de la cérémonie, qui accepte la récompense en son nom,.

### Culte (1995-2008)
En 1995, la séparation d'avec Daniel Day-Lewis plonge Isabelle Adjani dans une profonde dépression. Elle accepte de jouer aux côtés de Sharon Stone dans le film Diabolique, remake du film d'Henri-Georges Clouzot, afin que son « esprit se libère de l'épuisement intégral » dans lequel elle se trouve alors. L'actrice est attirée par l'idée de faire un film à la fois hitchcockien et féministe, mais admet quelques années plus tard dans la presse avoir fait ce film « juste pour faire un film » : « Cela ne m'excitait pas du tout, mais j'aimais bien Jeremiah S. Chechik, qui, malin comme un singe, m'avait présenté le projet sous un angle très féministe. Sauf que, dès le premier jour de tournage, j'ai compris que cette audace créative resterait un fantasme et qu'à l'écran, ce serait plutôt rétro-vintage. Je me suis indifférée, j'ai juste fait mon job ». Sorti en 1996, le film ne rencontre pas les faveurs de la presse et des spectateurs.
L'année suivante, elle préside le jury du 50e Festival de Cannes, qui attribue la Palme d'or ex æquo aux films Le Goût de la cerise d'Abbas Kiarostami et L'Anguille de Shōhei Imamura. Toujours en 1997, elle abandonne un projet prévu avec Roman Polanski, une grosse production intitulée The Double, dans laquelle elle aurait dû donner la réplique à John Travolta. Le film ne voit pas le jour à la suite de différends opposant le réalisateur, les producteurs internationaux et Travolta. Isabelle Adjani s'installe en Suisse, à Genève, pour une durée de quatre ans, et entame une psychanalyse. En 1998, elle fait une brève apparition dans son propre personnage dans le film Paparazzi. Elle se montre intéressée par la proposition de Ridley Scott de jouer dans son film Gladiator, mais le studio s'y oppose.
En 1999, grâce à l'insistance de l'acteur Robert Hossein, alors directeur du théâtre Marigny à Paris, Adjani joue au théâtre La Dame aux camélias d'après Alexandre Dumas (fils), mise en scène par Alfredo Arias sur une adaptation de René de Ceccatty. Lors des répétitions, l'actrice, sans cesse sollicitée pour un entretien, refuse tout contact direct avec la presse : « La seule petite chose que j'aie demandée tout de suite, c'est qu'on me foute la paix, qu'on me laisse travailler tranquille. C'est ça qui m'intéresse : travailler ». La pièce est jouée pendant quatre mois, et 107 représentations, à guichets fermés. Pour Robert Hossein, « Isabelle est allée jusqu'au bout d'elle-même. Tous les soirs, le miracle a eu lieu. Tous les soirs, le public a été sensible à une actrice totalement authentique, qui me rappelle les grandes comme Sarah Bernhardt ».
À cette époque, Isabelle Adjani est sollicitée par l'acteur-réalisateur Alain Chabat pour jouer Cléopâtre dans son film Astérix et Obélix : Mission Cléopâtre. L'actrice refuse d'abandonner la pièce malgré l'insistance du producteur Claude Berri, qui va jusqu'à lui louer un appartement dans le Triangle d'or de Paris dans l'espoir de la convaincre. En 2002 un film est écrit spécialement pour elle, La Repentie de Laetitia Masson, mais le succès n'est pas au rendez-vous. La même année, elle interprète la comtesse Ellénore dans Adolphe, adaptation cinématographique du roman de Benjamin Constant qu'elle chérit depuis l'adolescence, et pour lequel elle choisit Benoît Jacquot à la réalisation. En 2003, elle incarne une vedette de cinéma hystérique et mythomane, prise dans la débâcle de 1940 dans Bon Voyage de Jean-Paul Rappeneau. En dépit d'un accueil critique relativement favorable, ces deux productions n'obtiennent pas le succès escompté. Après une apparition dans le film Monsieur Ibrahim et les Fleurs du Coran de François Dupeyron, également en 2003, Isabelle Adjani accepte d'incarner la résistante Marie-Madeleine Fourcade dans une fiction adaptée de l'autobiographie de cette dernière, L'Arche de Noé : réseau Alliance. TF1 ne réussit cependant pas à convaincre les ayants droit et le projet est annulé.

Après trois années d'absence, à l'automne 2006, Isabelle Adjani incarne au théâtre Marigny le rôle titre de la pièce de Wolfgang Hildesheimer : La Dernière Nuit pour Marie Stuart, reine d'Écosse et de France, décapitée en 1587. Pour Didier Long, le metteur en scène, l'actrice « a besoin d'avoir une maîtrise globale du projet. Mais elle vous entraîne dans une expérience artistique quasi mystique, absolument unique ». Avec le rôle de Marie Stuart, Isabelle Adjani interprète un rôle tragique : 

« Je me suis approchée d'elle, j'ai fait connaissance avec elle, je continue de la découvrir. Un tel personnage peut-il d'ailleurs être appréhendé dans sa totalité - surtout plus de quatre cents ans après sa mort ? Il me semble qu'elle vécut un règne placé sous le signe du malentendu. Comme Marie-Antoinette. Elles furent deux reines violemment incomprises qui furent aussi des amoureuses éperdues ; toutes les deux firent passer le cœur avant la raison. C'est sûrement cela qui me touche : le fait de ne pas être à la place qui vous ressemble le plus. Avoir une fonction et une responsabilité qui finissent par vous broyer quand elles devraient assurer votre épanouissement. »

Après Marie Stuart, plusieurs projets de cinéma sont annoncés. Isabelle Adjani accepte de jouer pour la réalisatrice Maïwenn dans un film avec Alain Delon et dans lequel les deux acteurs doivent tenir leur propre rôle. Delon se retire finalement du projet et le film ne voit pas le jour. Adjani se montre intéressée par un autre projet de Maïwenn, Le Bal des actrices, une comédie musicale sur des actrices qui tiendraient leur propre rôle. Les producteurs du film demandent à l'actrice d'annoncer son nom, bien qu'elle n'ait pas encore lu le scénario ni signé de contrat, afin de financer le film. Adjani accepte mais se retire après avoir lu le scénario. Elle doit retrouver le réalisateur Jean-Loup Hubert pour un thriller, mais préfère abandonner lorsqu'elle apprend que la production envisage un budget serré. Sa participation à New York, I Love You, dans lequel elle doit tourner un court-métrage réalisé par Anthony Minghella, est annulée à la mort du réalisateur. Ses projets avec les réalisatrices Martine Dugowson, d'après une biographie de Marilyn Monroe, Isabelle Mergault, pour une comédie intitulée Forfait caribou, et Yamina Benguigui, pour une comédie intitulée Le paradis, c'est complet sur les déboires d'une jeune femme politique prise entre ses racines et son ambition, ne voient pas le jour. En 2008, Isabelle Adjani joue pour la télévision dans une adaptation librement inspirée du Mariage de Figaro de Beaumarchais, intitulée simplement Figaro et réalisée par Jacques Weber, où elle reprend le rôle de la comtesse Almaviva.

### Retour (2009-2015)

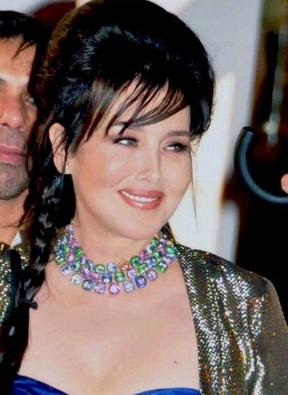
Isabelle Adjani lors de la 35e cérémonie des César au cours de laquelle elle remporte son cinquième César de la meilleure actrice pour La Journée de la jupe.

En 2009, Isabelle Adjani, après six ans d'absence, joue dans La Journée de la jupe. Dans ce film réalisé par Jean-Paul Lilienfeld et produit par Arte, l'actrice incarne Sonia Bergerac, une professeure de banlieue qui perd ses moyens et prend sa classe en otage. Le projet séduit Adjani par « la force du personnage dans une situation qu'on peut qualifier de paroxystique et dans le cadre du traitement d'un sujet brûlant, très touchy et parfaitement non consensuel » et explique apprécier que « le film ne cherche pas à moraliser socialement, civiquement, qu'il ne cherche pas à donner des leçons, ni à apporter des solutions mais juste — si on peut dire ! — à poser toutes les questions, à mettre les spectateurs en face d'une dure réalité ».

Le film fait sensation au festival de fiction de La Rochelle où il est présenté hors compétition et, lors de sa diffusion sur Arte en avant-première, établit un record d'audience avec 2,2 millions de téléspectateurs, ; l'actrice remporte son cinquième César de la meilleure actrice, battant ainsi son propre record :
« Une telle reconnaissance de ses pairs est forcément émouvante, surtout avec un film qui n’était pas destiné à cela. C’est une toute petite entreprise, partie de nulle part, qui est arrivée jusqu’aux honneurs suprêmes. Ma conviction personnelle a participé à cette aventure. C’est rare d’être aussi seule – je veux dire à part l’équipe –, à croire en un projet. Ce César est la récompense du culot et de la conviction ».
Le succès de La Journée de la jupe l'ayant replacée au premier plan de la scène médiatique, Isabelle Adjani souhaite désormais enchaîner les projets. En 2010, elle fait une apparition dans la comédie sociale à succès Mammuth des réalisateurs Benoît Delépine et Gustave Kervern, et dans lequel elle joue le fantôme du premier amour de Gérard Depardieu. La même année, elle prête sa voix au personnage de Mère Gothel dans le film d'animation Raiponce. En 2011, elle partage l'affiche du premier film réalisé par Frank Henry, De force, avec Éric Cantona. Elle y incarne le commandant Clara Damico, chef de la brigade de répression du banditisme. La même année, elle accepte de faire une apparition dans le téléfilm Aïcha, job à tout prix par amitié pour la réalisatrice Yamina Benguigui.
En 2012, elle joue un rôle, initialement prévu pour Alain Delon, transformé en personnage féminin, celui d'une femme souffrant d'amnésie post-traumatique, dans la première réalisation de l'acteur Alexandre Astier, David et Madame Hansen. La même année, Adjani est annoncée, au côté de Gérard Depardieu, dans la prochaine réalisation du cinéaste américain Abel Ferrara, Welcome to New York, inspiré de l'affaire Dominique Strauss-Kahn. Elle accepte d'interpréter la compagne de ce dernier, la journaliste Anne Sinclair, mais se retire du projet quelques mois plus tard estimant que « dans un contexte qui ne relève que de l'intrusion destructrice dans la sphère privée de ces deux personnalités, le parti pris d'interpréter ce film ne peut plus me correspondre aujourd'hui ».

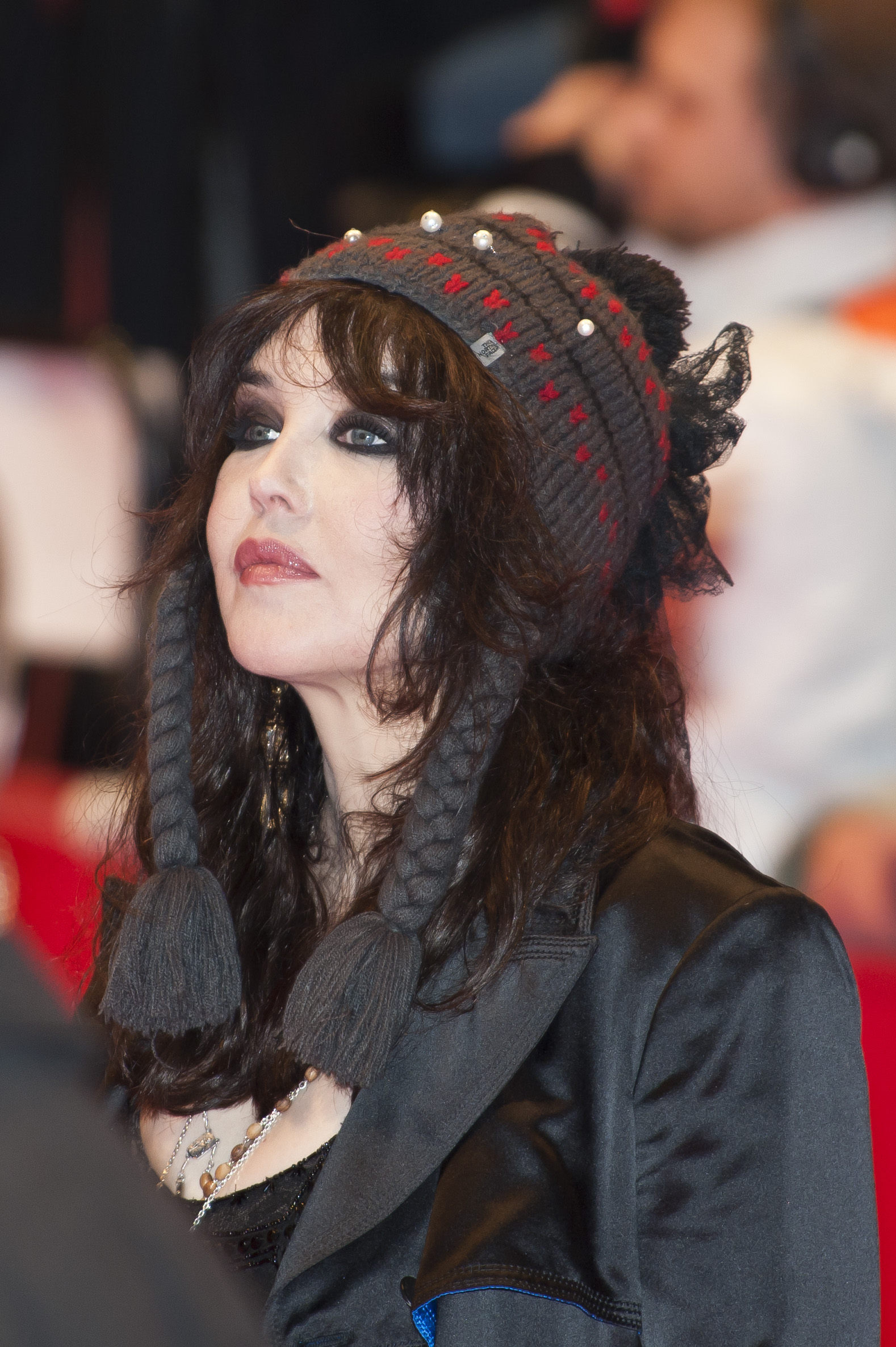
Isabelle Adjani à la Berlinale 2010.

En 2013, elle participe au film bollywoodien, Ishkq in Paris, aux côtés des stars indiennes Preity Zinta et Arjun Rampal. Le film, qu'elle tourne phonétiquement en langue hindi et définit comme « très kitsch », est pour elle « un fruit exotique, une comédie romantique bollywoodienne mais avec un message décongestionné de la tradition ». La même année, elle annule sa participation à la mini-série Résistance, invoquant « un problème gynécologique qu'il est nécessaire de traiter et qui exige un repos de plusieurs semaines », et est remplacée par Fanny Ardant.
En 2014, Adjani joue l'un des onze rôles féminins du film choral de l'actrice Audrey Dana intitulé Sous les jupes des filles aux côtés, entre autres, de Laetitia Casta, Vanessa Paradis, Sylvie Testud et Marina Hands. Le film, qu'elle accepte à l'insistance de son agent et ce, malgré ses réticences, afin d'aider la réalisatrice à faire son premier long métrage, est un succès au box-office attirant plus de 1 300 000 spectateurs en salle. La presse française s'interroge alors sur ses derniers choix, à l'image de L'Obs qui regrette « cette incroyable faculté de laisser passer les beaux rôles et de se perdre dans des projets hasardeux avec Éric Cantona ou Audrey Dana, des navets de Bollywood, qui révèlent, sans doute, sa détresse ». Adjani admet alors regretter certains choix « évidents » et déclare ne vouloir faire désormais que des projets qui lui tiennent à cœur.
Toujours en 2014, elle joue au théâtre, huit ans après La Dernière nuit pour Marie Stuart, dans une adaptation de la pièce Kinship créée par Carey Perloff, librement inspirée de Phèdre de Racine et jouée sur la scène du théâtre de Paris. L'histoire suit la relation passionnelle entre « Elle », une femme d'influence rédactrice en chef et « Lui », un jeune reporter, sous les yeux de « L'Amie » de la première et mère possessive du second. Les rôles sont respectivement tenus par Adjani, Niels Schneider et Vittoria Scognamiglio. La pièce connaît une genèse tumultueuse marquée par les remplacements successifs, à trois semaines de la première représentation, du metteur en scène Julien Collet-Vlaneck par la costumière Dominique Borg et de la comédienne Carmen Maura qui devait interpréter « L'Amie ». Kinship est pour Isabelle Adjani l'occasion de jouer pour la première fois de sa carrière dans une pièce contemporaine. L'actrice est séduite par le fait qu'il s'agit d'une « pièce qui soit une création, qui n’ait jamais été jouée. Cette pièce est totalement vierge : de toute projection, de toute comparaison, de tout souvenir. C‘est à la fois un champ ultra-libre et tellement vaste que c’est périlleux. Ce qui m’a convaincue dans Kinship, ce n’est pas le texte en lui-même – qui a une quotidienneté qui ne fascine pas – mais les intentions qu’il révèle ».

### Diversification (2016-2018)

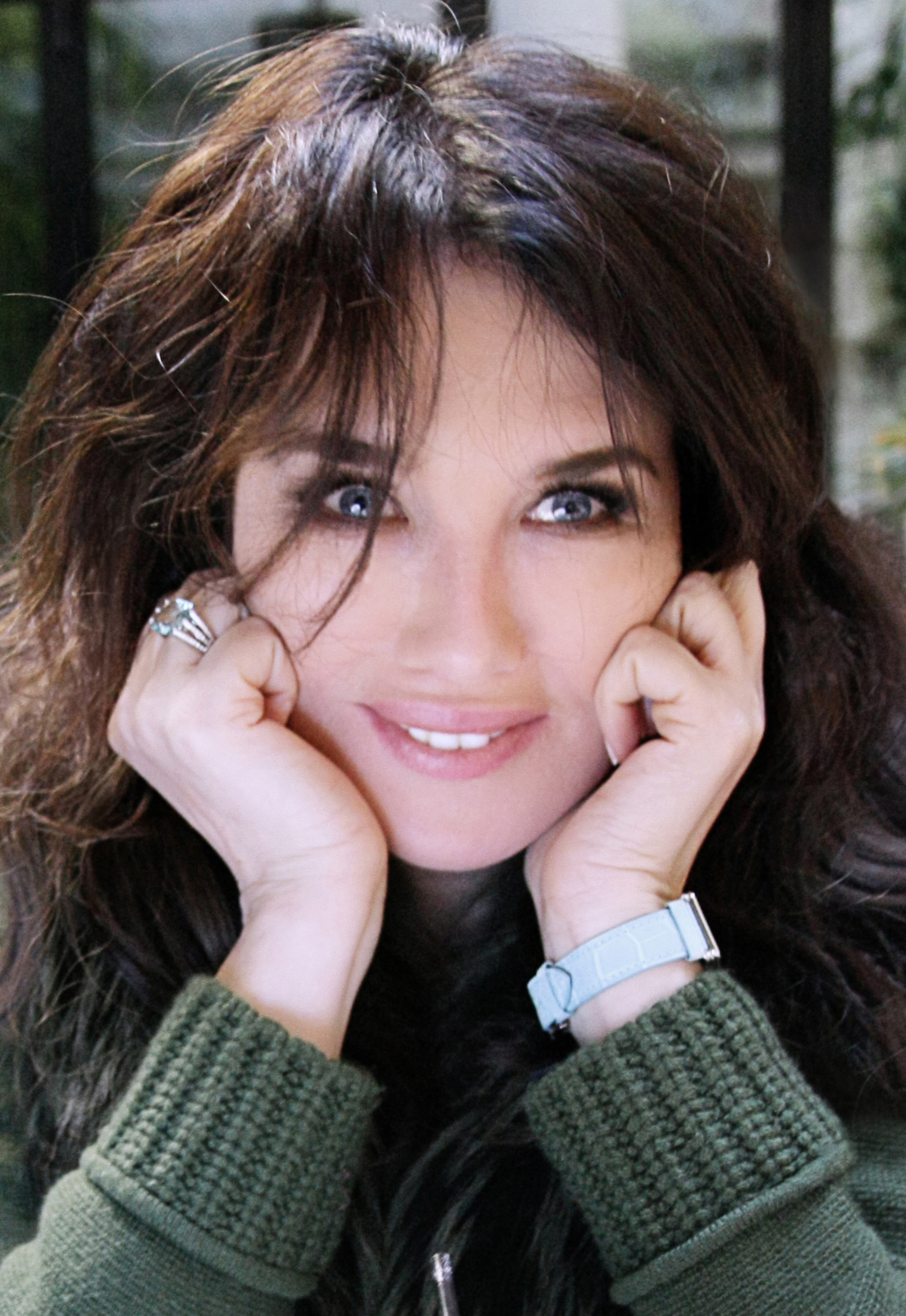
Isabelle Adjani en 2012.

En 2016, elle tient le rôle-titre du thriller social Carole Matthieu. Dans ce film dont elle est à l'initiative, réalisé par Louis-Julien Petit et adapté du roman Les Visages écrasés de Marin Ledun, l'actrice joue une femme médecin du travail en désaccord avec le harcèlement moral envers les employés et leur humiliation, pratiqués par la société qui l'emploie. Isabelle Adjani, également productrice associée, explique lors de la présentation du film au festival du film francophone d'Angoulême « aimer vivre toute l'histoire d'un film du début à la fin. J'ai toujours plus d'énergie quand je participe. Je préfère participer qu'obéir. Nous, les acteurs, on sait ce qu'il nous faut, on sait là où on excelle. Tout acteur, en mettant une option sur les droits d'un livre et en trouvant une production intéressée, un scénariste convaincu et un metteur en scène passionné, peut faire exister le meilleur rôle de sa vie" ». Le film offre à l'actrice, selon la presse, un rôle de femme « passionnée, tourmentée et fragile, comme ceux qu'elle a souvent joués, de L'Histoire d'Adèle H à Camille Claudel. » Adjani explique cependant que, pour elle, « ce n'est pas un objectif en soi dans ma vie de rechercher le tourment chez un personnage, mais en tout cas sa profondeur, sa force, ses luttes, ses faiblesses, toute la complexité. » L'actrice déclare se vouloir « exigeante pour les films et les rôles qu'il lui reste à faire exister » et estime « qu'il ne faut pas oublier de vivre pour savoir jouer, pour offrir des interprétations nourries. Je mets du cinéma dans ma vie, mais ma vie ce n'est pas le cinéma. Sinon je ferais des films les uns après les autres ». Après une première diffusion sur la chaîne Arte où il totalise près d'un million de téléspectateurs, Carole Matthieu sort au cinéma dans quelques salles afin qu'Isabelle Adjani puisse, selon son propre souhait, concourir pour le César de la meilleure actrice. Le film ne reçoit cependant aucune nomination.
En 2017, elle apparaît dans la série télévisée Dix pour cent, le temps d'un épisode de la seconde saison, dans lequel elle joue son propre rôle. En parallèle à sa carrière cinématographique et télévisuelle, l'actrice multiplie les présences scéniques après une première lecture publique du roman L'Amour et les Forêts d'Éric Reinhardt : « J’ai découvert le « monde » de la lecture tout récemment. Il m’était assez étranger. Non pas en tant que spectatrice mais comme comédienne. J’ai ressenti là un plaisir d’une nature inconnue. Je lisais du Racine, ou encore du Duras… Ce fut comme une révélation, qui a produit une exaltation nouvelle. Ces lectures demeurent des moments à la fois éphémères et inoubliables. Elles s’inscrivent en nous pour toujours. Quand je parle de textes qui m’ont traversée comme ça, je n’apporte aucune preuve au public, juste mon enthousiasme. Je trouve cela très beau, et cela rejoint quelque part une tradition orale ». Ainsi, entre 2017 et 2018, l'actrice lit Georges Lavaudant, portrait d'un artiste au Théâtre de l'Odéon ; une sélection de lettres signées, entre autres, par Marguerite Duras et Emily Dickinson, à l'occasion du premier festival de la BnF, La Bibliothèque parlante ; Ismène de Yánnis Rítsos et Roma de Marguerite Duras au Festival d'Avignon ; De Duras à Dickinson, une sélection de textes variables au Théâtre de l'Archipel, à la BnF ainsi qu'au Musée Sursock à Beyrouth ; Opening Night d'après le film homonyme de John Cassavetes au Théâtre le Quai à Angers et à la Villa Cavrois ; la Correspondance Maria Casarès-Albert Camus, où elle donne la réplique à Lambert Wilson, au TNP de Villeurbanne, au Festival de la correspondance de Grignan et au Festival d'Avignon.
En 2018, Isabelle Adjani joue sous la direction de Romain Gavras le rôle d'une mère flambeuse et castratrice, également chef d’un gang de femmes pickpockets, dans la comédie d'action Le monde est à toi. Le film est bien reçu lors de sa présentation à la Quinzaine des réalisateurs du Festival de Cannes. Le critique Michel Ciment estime que l'actrice trouve ici son « meilleur rôle depuis très longtemps ». Sa performance lui vaut d'être nommée au César de la meilleure actrice dans un second rôle.
L'année suivante, Isabelle Adjani se laisse convaincre par la réalisatrice Josée Dayan de rejoindre l'univers de la série Capitaine Marleau le temps d'un épisode. Adapté du roman policier Ne plus mourir, jamais de Marc Eisenchteter, l'actrice y joue le rôle d'une scientifique qui vient de passer quinze ans dans le coma et qui se retrouve soupçonnée d'un meurtre. La série réalise sa deuxième meilleure audience avec près de 7 millions de téléspectateurs. Elle revient au cinéma avec le drame Sœurs de Yamina Benguigui, avec également Rachida Brakni et Maïwenn, mais le film, qui évoque les traumatismes liés à la guerre d’Algérie, passe quasiment inaperçu lors de sa sortie en salles en 2020.

### Une actrice respectée (depuis 2020)
En 2022, elle joue au théâtre dans Le Vertige Marilyn, une pièce semi-dramatique et biographie dans laquelle elle interprète l’actrice hollywoodienne Marilyn Monroe. Sa prestation est très bien accueillie par les critiques professionnelles. Le magazine Les Inrockuptibles ira même jusqu’à marquer : « Comme Marilyn, Isabelle Adjani a eu avec les personnages qu’elle a incarnés à l’écran une relation d’identification si forte que ses admirateurs ont du mal à dissocier la personne de son image. Mais, à la différence de Marilyn, Isabelle a une expérience du théâtre. Et ce que les comédiens de théâtre ont de différent des acteurs de cinéma, c’est le contrôle personnel de la gestuelle, du regard et de la voix. Ce qu’aucune école de cinéma n’enseigne et qu’aucun monteur ou chef opérateur ne peuvent corriger ou amender ».
Elle donne la réplique à Denis Ménochet dans le drame Peter von Kant de François Ozon, avec qui elle n'avait jamais tourné auparavant. Le film est une relecture d'un autre long-métrage, Les Larmes amères de Petra von Kant de Fassbinder, mais du côté masculin. Elle y joue une actrice de cinéma à la fois muse et confidente du personnage principal. Présenté en ouverture de la Berlinale 2022, Peter von Kant connait un succès timide. Jean-Michel Frodon affirme dans Slate qu'elle offre sa meilleure performance « depuis bien longtemps ». Il note aussi que son personnage rappelle l'actrice et chanteuse allemande Ingrid Caven. Elle joue sous la direction du scénariste et réalisateur Nicolas Bedos dans la comédie noire Mascarade. Pour la troisième fois, elle incarne une ancienne gloire du cinéma, vivant en compagnie d'un gigolo sur la Côte d'Azur. Le personnage s'apparente à ceux de Gloria Swanson dans Boulevard du crépuscule et de Shirley MacLaine dans Bons Baisers d'Hollywood. Elle joue face à Pierre Niney ainsi qu’à François Cluzet, Emmanuelle Devos, Charles Berling et Marine Vatch. Le film est présenté au 75e Festival de Cannes, cette même année, en hors-compétition. À cause de soucis de santé, l'actrice annule sa venue.
Elle renoue avec les drames en costumes en interprétant la favorite Diane de Poitiers dans le téléfilm éponyme en deux parties réalisé par Josée Dayan pour France Télévisions. Elle y retrouve Gérard Depardieu, dans le rôle de Nostradamus, avec qui elle avait joué dans Barocco, Camille Claudel, Bon Voyage et Mammuth. Elle donne également la réplique à Hugo Becker, Samuel Labarthe, Jeanne Balibar, Guillaume Gallienne, Virginie Ledoyen, au rappeur Joey Starr et à la jeune actrice italienne Gaia Girace. À la fin de la fiction, Diane de Poitiers lègue un collier d'émeraudes à Marguerite de France, surnommée la reine Margot, ce qui constitue une référence symbolique à La Reine Margot de 1994, dans lequel elle interprétait l'héroïne. Elle croise aussi le personnage de Marie Stuart qu'elle a jouée au théâtre en 2006 dans La Dernière Nuit pour Marie Stuart.
En 2023, elle retrouve la réalisatrice Josée Dayan pour une troisième collaboration, avec le téléfilm Adieu vinyle. Libre adaptation du roman À cœur perdu du tandem Boileau-Narcejac, paru aux Éditions Denoël en 1960, elle y construit un portrait de diva en fin de carrière aux côtés de Mathieu Amalric, et de la chanteuse Barbara Pravi, qui fait ses premiers pas dans une fiction cathodique. Les critiques sont cependant glaciales. Désireuse d'explorer d'autres genres, l'actrice rejoint la distribution du film d'action de Mélanie Laurent intitulé Voleuses, adaptaté de la bande-dessinée éponyme. Coproduction franco-américaine entre Netflix et Gaumont, le film signe la première collaboration de la comédienne avec une plateforme de streaming. Elle tient dans le long-métrage un rôle secondaire face à Adèle Exarchopoulos, Mélanie Laurent et Manon Bresch. L'aventure est présentée comme une alternative française à 355 avec Jessica Chastain. Le film récoltes des critiques élogieuses. En fin d'année 2023, sort son second album musical, Bande originale, produit et supervisé par Pascal Obispo .
Elle retrouve le chemin des studios Disney à l'occasion du film d'animation Wish, Asha et la bonne étoile, dans lequel elle double le personnage de la reine Amaya. Il s'agit du long-métrage évènement célébrant les 100 ans de la compagnie de divertissement américaine. Elle partage l'affiche en version française aux côtés de Lambert Wilson et Gérard Darmon. Il s'agit de son second doublage pour Disney, treize ans après Raiponce, pour lequel elle prêtait sa voix à l'affreuse sorcière Mère Gothel.
En 2024, l'actrice française revient à des ambitions internationales avec la mini-série Un couple parfait produite par Netflix. Elle y incarne une milliardaire excentrique et ennemie du personnage de Nicole Kidman. Elle donne aussi la réplique à Liev Schreiber, Dakota Fanning, Jack Reynor, et au jeune premier Sam Nivola. La série est tournée aux États-Unis, sur l'île de Nantucket dans le Massachusetts. Sortie à la fin de l'été, Un couple parfait reçoit des critiques positives dans l’ensemble sans être une réussite.

## Prises de position politiques, déclarations publiques
Isabelle Adjani est familière de prises de position et déclarations qui dépassent son métier d'actrice :
- En 1988, elle se rend en Algérie, patrie de son père, et participe à un meeting sur le campus de Bouzareah, près d'Alger, à la veille du référendum proposé par le président Chadli Bendjedid, afin de « soutenir la naissance d'une démocratie ».
- Lors de la présidentielle française de 1988, son nom ayant été utilisé pour la campagne de Jacques Chirac, elle intervient sur TF1 pour dire qu'elle ne soutient personne.
- En 1999, elle refuse de se rendre à l'Élysée pour la réception du président algérien Abdelaziz Bouteflika. Elle dénonce tant le pouvoir algérien que les terroristes. En 1997, soutenant la manifestation parisienne « pour la paix en Algérie », elle donne une interview retentissante qui lui gagne l'affection du peuple algérien, titrée en une du Figaro : « L'Algérie m'empêche de dormir, et vous ? »
- En octobre 2007, elle participe à la manifestation, aux côtés de plusieurs personnalités, contre la mise en place du test ADN pour le regroupement familial.
- En février 2009, elle affirme que les propos du pape Benoît XVI sur l'inefficacité supposée du préservatif pour lutter contre la propagation du sida devraient être, comme pour tous ceux qui vont dans ce sens, « passibles de crime contre l'Humanité »[71].
- En juillet 2009, elle participe à l'inauguration du festival panafricain d'Alger.
- En décembre 2009, elle est présidente d'honneur du Club des amis et actionnaires du journal Bakchich[72].
- En 2002, elle co-signe une pétition demandant une « solution rapide et décente aux problèmes fiscaux de Françoise Sagan », condamnée pour une fraude fiscale sur ses revenus de 1994 et devant à l’État 838 469 euros, en considérant que si « Françoise Sagan doit de l'argent à l’État, la France lui doit beaucoup plus : le prestige, le talent, un certain goût de la liberté et de la douceur de vivre »[73].
- En septembre 2017, elle prend fermement position contre la vaccination obligatoire et désavoue les vaccins en général au micro de France Inter, avouant avoir fait faire pour ses enfants de faux certificats vaccinaux et suscitant l'indignation de bon nombre d'auditeurs et de spécialistes[74].
- En septembre 2018, à la suite de la démission de Nicolas Hulot, elle signe avec Juliette Binoche la tribune contre le réchauffement climatique intitulée « Le plus grand défi de l'histoire de l'humanité », qui paraît en une du journal Le Monde, avec pour titre L'appel de 200 personnalités pour sauver la planète[75].

## Affaires judiciaires

### Mise en examen pour escroquerie en 2020
Isabelle Adjani est mise en examen depuis octobre 2020 pour escroquerie. Un ancien consultant en stratégie qui a géré la société de l'actrice, Isia Films, en 2011 et 2012, l'accuse d’avoir falsifié le remboursement de ses dettes à son égard.

### Entre 2016 et 2023, dans l'affaire des Panama Papers
Citée dans l'affaire des Panama Papers, Isabelle Adjani est jugée le 19 octobre 2023 pour fraude fiscale et blanchiment d'argent. Elle est accusée d’avoir dissimulé une donation de deux millions d’euros et d’avoir éludé 236 000 € d’impôt sur le revenu dans les années 2010, des faits qu’Isabelle Adjani conteste. Elle est condamnée pour fraude fiscale à deux ans de prison avec sursis et 250 000 € d’amende.

## Vie privée
Dans les années 1970, Isabelle Adjani est deux années durant la compagne d'André Dussollier, puis celle de Francis Huster. Tous trois sont alors pensionnaires de la Comédie-Française.
Elle partage la vie du chef-opérateur et réalisateur Bruno Nuytten, rencontré sur le tournage de Barocco (1976). Il éclaire aussi Les Sœurs Brontë et Possession, avant de réaliser Camille Claudel. Leur fils Barnabé, né en avril 1979, est musicien, au sein des groupes Makali, puis The Aikiu.
En 1981, lors du tournage de Tout feu, tout flamme réalisé par Jean-Paul Rappeneau, elle entame une idylle avec Alain Souchon, son partenaire à l'écran. Leur romance se poursuivra jusqu'en 1984.
Au milieu des années 1980, elle entame une relation qui durera deux années avec Warren Beatty, son partenaire de jeu dans Ishtar,.
Le 18 janvier 1987, elle intervient au Journal de 20 heures de TF1 présenté par Bruno Masure pour faire taire une rumeur qui dure depuis neuf mois et selon laquelle elle aurait été atteinte du sida et serait peut-être même morte. En 2017, l'actrice confie au magazine Grazia : « Ce fut violent à vivre. J’avais l’impression de trahir ceux qui étaient vraiment malades. Parfois, je me dis qu’il est inimaginable d’avoir vécu des choses pareilles. C’est plus cinématographique que tous mes films ». Elle accuse également « une partie du corps médical » d’avoir « contribué à propager le diagnostic délirant » et cite le professeur de marketing Jean-Noël Kapferer, qui avait étudié la propagation de cette rumeur : « Il avait conclu qu’un foyer FN me considérait métaphoriquement comme un corps français infecté par un corps étranger. Mes racines algériennes, du côté de mon père, devenaient un virus, à partir de cette interview où je parlais de lui … On était sans doute dans l’archéologie de ce que l’on appelle aujourd’hui la fachosphère, le spectre de la haine que l’on retrouve sur Internet ».
En 1989, après la première anglaise de Camille Claudel, elle rencontre l'acteur irlandais Daniel Day-Lewis. Leur fils, Gabriel-Kane, naît le 9 avril 1995 à New York, quelques mois après leur séparation. En 1996, l'actrice quitte la capitale française pour s'établir en Suisse, à Genève et déclare à la presse : « Lorsqu'on a la possibilité d'offrir à ses enfants une meilleure qualité de vie, il ne faut plus hésiter ». En 2014, elle confie que son déménagement était dû à sa séparation « douloureuse » d'avec Daniel Day-Lewis et son désir d'obtenir la garde de leur enfant : « Il existe une très vieille loi helvétique qui protège les mères, qui empêche le père de demander la garde. Après la naissance de mon second fils, le litige qui m’opposait à son père m’a fait prendre cette décision ». En 2016, elle déclare à propos de sa relation avec l'acteur : « Tout est pacifié, mais je suis convaincue que les grandes passions ne se transforment jamais en grandes amitiés ».
De 2002 à 2004, elle est en couple avec Jean-Michel Jarre. Alors que le musicien la trompe avec la comédienne Anne Parillaud, Isabelle Adjani révèle au magazine Paris Match l'infidélité de son compagnon et médiatise leur rupture. Si elle concède ne pas aimer l'exposition de sa vie privée, elle explique malgré tout avoir trouvé ce seul moyen pour régler ses différends et avoir souhaité parler au nom des femmes victimes du même sort.
En 2004, elle entame une relation avec le neurochirurgien Stéphane Delajoux. Le couple se sépare en 2009, après cinq ans de vie commune. L'actrice met également un terme à sa participation au projet de site internet médical de son ex-compagnon.
En 2017, Isabelle Adjani confie à Madame Figaro : « Il y a une solitude en moi. Je suis une solitaire, une solitaire solidaire, avec le sens inné d’une énorme responsabilité collective : les autres prennent une place énorme dans ma vie. Mais là, j’ai pris l’habitude de vivre seule : où installerais-je aujourd’hui cet éventuel amoureux ? Je vais bien, je me sens bien dans mon corps, le bonheur m’arrive de l’intérieur ».
Née en 1999, la nièce d'Isabelle Adjani, Zoé Adjani-Vallat, est elle aussi actrice, en tête de Cerise de Jérôme Enrico, puis de Cigare au miel de Kamir Aïnouz. Elle apparaît aux côtés de sa tante dans la pièce Opening Night, mise en scène par Cyril Teste, et dans le clip de Meet me by the gates de The Penelopes, réalisé par Nicolas Bary.

## Modèle

### Photographie
Au fil de son parcours, elle pose pour de nombreux photographes. Parmi ces artistes, elle noue des collaborations privilégiées avec Brigitte Lacombe, Dominique Issermann, François-Marie Banier, Jean-Daniel Lorieux et Richard Avedon. Elle passe aussi sous l'objectif d'Albert Watson, André Perlstein, André Rau, Benoît Barbier, Bettina Rheims, Deborah Turbeville, Ellen von Unwerth, Greg Gorman, Guy Bourdin, Henry Clarke, Hervé Guibert, Jean-Marie Périer, June Newton (Alice Springs), Just Jaeckin, Karl Lagerfeld, Kate Barry, Luc Roux, Marianne Rosenstiehl, Olivier Dassault, Paolo Roversi, Patrick Demarchelier, Patrick Swirc, Sylvie Lancrenon et Youssef Nabil.
Elle fait la couverture du magazine Andy Warhol's Interview en mars 1976, de la revue culte Égoïste à deux reprises, pour les numéros 5 et 11, et du magazine Photo en mai 1994. Andy Warhol retravaille des portraits d'elle pour Madame Figaro en 1986.
Elle campe l'héroïne du roman Le Maître et Marguerite de Mikhaïl Boulgakov durant quinze jours au cours du mois de juin 2008 à Moscou et ses environs, avec la collaboration d'une centaine d'acteurs, figurants et de techniciens, sous l'objectif de Jean-Daniel Lorieux. Le « shooting » a donné lieu à une exposition itinérante qui a débuté à Paris dans la galerie Ariane Dandois du 10 décembre 2008 au 24 janvier 2009 pour aboutir à Moscou, via quelques capitales européennes. « La réalisation d'un tel projet est comme une victoire symbolique sur le matérialisme ambiant » a affirmé la comédienne après la séance photos.

### Mode, publicité
- Isabelle Adjani paraît en 1981-1982 dans deux publicités télévisées pour la marque de lessive Woolite[94],[95], et en 1984 dans une publicité pour la marque de savon Lux[96].
- Le 19 octobre 1992, elle clôt au Louvre le dernier défilé de Gianfranco Ferré pour Dior, habillée d'une robe XVIIIe siècle et d'un masque vénitien. Ce défilé est encore cité comme l'un des plus célèbres de la fin du XXe siècle.
- Au fil des ans, elle est modèle photographique pour la marque de lingerie française Lejaby (1988), pour la marque américaine de vêtements Gap (1994), pour le catalogue français de vente par correspondance La Redoute (automne-hiver 2004), pour la maison de joaillerie française Poiray (2012), et pour la campagne eyewear des lunettes de la marque française Chanel (2020).
- En 2008, la marque de maroquinerie de luxe française Lancel crée, en étroite collaboration avec l'actrice, le sac « L'Adjani » qui s'avère un gros succès de vente.
- Lundi 2 juillet 2012, elle clôt, à l'ambassade de Suisse à Paris, le défilé automne-hiver 2012 du couturier franco-suisse Jean-Luc Amsler, dans une robe noire.
- À partir de mai 2018, elle est égérie de L'Oréal Paris.
- En février 2021, elle accompagne son fils Gabriel-Kane dans la campagne What Makes A Man de la marque italienne de prêt-à-porter masculin Zegna.
- Mercredi 19 janvier 2022, elle défile, Place de la Bourse à Paris, pour la collection automne-hiver de la marque française Ami Paris, créée par Alexandre Mattiussi, et elle en est l'une des ambassadrices.

## Filmographie

### Cinéma

#### Années 1970
- 1970 : Le Petit Bougnat de Bernard Toublanc-Michel : Rose
- 1972 : Faustine et le Bel Été de Nina Companeez : Camille
- 1974 : Ariane de Pierre-Jean de San Bartolomé : Ariane
- 1974 : La Gifle de Claude Pinoteau : Isabelle Doulean
- 1975 : L'Histoire d'Adèle H. de François Truffaut : Adèle Hugo
- 1976 : Barocco d’André Téchiné : Laure
- 1976 : Le Locataire (The Tenant) de Roman Polanski : Stella
- 1977 : Violette et François de Jacques Rouffio : Violette Clot
- 1978 : Driver (The Driver) de Walter Hill : la joueuse
- 1979 : Nosferatu, fantôme de la nuit (Nosferatu, Phantom der Nacht) de Werner Herzog : Lucy Harker
- 1979 : Les Sœurs Brontë d’André Téchiné : Emily Brontë

#### Années 1980
- 1981 : Clara et les Chics Types de Jacques Monnet : Clara
- 1981 : Quartet de James Ivory : Marya Zelli
- 1981 : Possession d’Andrzej Żuławski : Anna / Helen
- 1981 : L'Année prochaine si tout va bien de Jean-Loup Hubert : Isabelle Maréchal
- 1982 : Tout feu, tout flamme de Jean-Paul Rappeneau : Pauline Valance
- 1982 : Antonieta de Carlos Saura : Antonieta Rivas Mercado
- 1983 : Mortelle Randonnée de Claude Miller : Catherine Leiris / Lucie Brentano, « Marie »
- 1983 : L'Été meurtrier de Jean Becker : Eliane Wieck
- 1985 : Subway de Luc Besson : Helena
- 1987 : Ishtar d’Elaine May : Shirra Assel
- 1988 : Camille Claudel de Bruno Nuytten : Camille Claudel

#### Années 1990
- 1993 : Toxic Affair de Philomène Esposito : Pénélope
- 1994 : La Reine Margot de Patrice Chéreau : Marguerite de Valois dite Margot
- 1996 : Diabolique de Jeremiah S. Chechik : Mia Baran
- 1998 : Paparazzi d’Alain Berberian : elle-même

#### Années 2000
- 2002 : La Repentie de Lætitia Masson : Charlotte
- 2002 : Adolphe de Benoît Jacquot : Ellénore
- 2003 : Bon Voyage de Jean-Paul Rappeneau : Viviane Denvers
- 2003 : Monsieur Ibrahim et les Fleurs du Coran de François Dupeyron : la star
- 2009 : La Journée de la jupe de Jean-Paul Lilienfeld : Sonia Bergerac

#### Années 2010
- 2010 : Mammuth de Benoît Delépine et Gustave Kervern : L'amour perdu
- 2010 : Raiponce (Tangled) de Nathan Greno et Byron Howard : Mère Gothel (voix française)
- 2011 : De force de Frank Henry : Clara Damico
- 2012 : David et Madame Hansen d'Alexandre Astier : Madame Hansen Bergmann
- 2013 : Ishkq in Paris de Prem Soni : Marie Elise
- 2014 : Sous les jupes des filles d'Audrey Dana : Lili
- 2016 : Carole Matthieu de Louis-Julien Petit : Carole Matthieu
- 2018 : Le Monde est à toi de Romain Gavras : Dany

#### Années 2020
- 2021 : Sœurs de Yamina Benguigui : Zorah
- 2022 : Peter von Kant de François Ozon : Sidonie von Grassenabb
- 2022 : Mascarade de Nicolas Bedos : Martha Duval
- 2023 : Voleuses de Mélanie Laurent : Marraine
- 2023 : Wish, Asha et la bonne étoile (Wish) de Chris Buck et Fawn Veerasunthorn : la Reine Amaya[Notes 1] (voix française)
- 2025 : Natacha (presque) hôtesse de l'air de Noémie Saglio : Mona Gherardini

#### Courts métrages
- 1986 : T'as de beaux escaliers, tu sais d’Agnès Varda : elle-même
- 2016 : La Voie de la raison de Tessa de Baudinière : narratrice
- 2017 : Tselkov Walk de Nicolas Hidiro : narratrice d'un texte d'Emmanuel Carrère consacré au peintre Oleg Tselkov[97]
- 2018 : La Veillée de l'humanité de Renaud Skyronka : narratrice et silhouette
- 2024 : Dammi de Yann Demange : elle-même

#### Clips
- 1984 : Pull marine, réalisé par Luc Besson
- 1986 : Princesse au petit pois, réalisé par Jean-Paul Seaulieu
- 2004 : Y'a pas un homme qui soit né pour ça de Florent Pagny, Calogero et Pascal Obispo, réalisé par Pascal Obispo
- 2019 : Meet Me by the Gates avec The Penelopes, réalisé par Nicolas Bary
- 2022 : Quelques mots avec Malik Djoudi, réalisé par Antoine Carlier
- 2022 : The Last Goodbye avec The Penelopes, réalisé par Alina Gordienco
- 2023 : Les Courants d'air avec Gaëtan Roussel, réalisé par Élisa Baudoin
- 2024 : Où tu ne m'attendais pas avec Christophe, réalisé par Alexandre Mattiussi

#### Documentaires
- 1989 : L'Après-Octobre de Merzak Allouache : elle-même
- 1990 : Lung Ta: les Cavaliers du vent de Marie Jaoul de Poncheville : narratrice
- 2010 : Guibert cinéma d'Anthony Doncque : voix

### Télévision

#### Téléfilms
- 1973 : L'École des femmes de Molière, mise en scène Jean-Paul Roussillon, réalisation Raymond Rouleau : Agnès
- 1974 : L'Avare de Molière, mise en scène Jean-Paul Roussillon, réalisation René Lucot : Marianne
- 1975 : Ondine de Jean Giraudoux, mise en scène et réalisation Raymond Rouleau : Ondine
- 2008 : Figaro de Jacques Weber : comtesse Almaviva
- 2009 : La Journée de la jupe de Jean-Paul Lilienfeld : Sonia Bergerac
- 2011 : Aïcha, job à tout prix de Yamina Benguigui : docteur Assoussa
- 2016 : Carole Matthieu de Louis-Julien Petit : Carole Matthieu
- 2022 : Diane de Poitiers de Josée Dayan : Diane de Poitiers
- 2023 : Adieu vinyle de Josée Dayan : Eve Faugères

#### Séries
- 1974 : Le Secret des Flamands (mini-série) de Robert Valey : Maria
- 2017 : Dix pour cent (saison 2, épisode 4 Isabelle) de Jeanne Herry : elle-même
- 2018 : Capitaine Marleau (saison 2, épisode 7 Ne plus mourir jamais) de Josée Dayan: Isabelle Laumont
- 2024 : Un couple parfait (The Perfect Couple) (mini-série) de Susanne Bier : Isabel Nallet
- 2025 : Soleil noir (mini-série) de Marie Jardillier et Édouard Salier : Béatrice Lasserre

#### Publicités
- 1983 : savon Lux[96]

- 1984 : lessive Woolite[94],[95]
- 2018 : L'Oréal "Festival de Cannes"
- 2020 : lunettes Chanel Eyewear

#### Émissions
- 1984 : Show Isabelle Adjani, réalisation Robert Réa, proposition Sabine Mignot
- 2021 : True Story, saison 2, épisode 3 réalisé par Matthieu Allard

#### Documentaires
- 2013 : Isabelle Adjani, 2 ou 3 choses qu'on ne sait pas d'elle de Frank Dalmat : elle-même
- 2018 : André Téchiné, cinéaste insoumis de Thierry Klifa : voix

## Théâtre
Isabelle Adjani intègre la Comédie-Française en 1972, en tant que pensionnaire, sans passer par le traditionnel Conservatoire national supérieur d'art dramatique. Elle y reste près de trois ans.

### À la Comédie-Française
- 1972 : Le Bourgeois gentilhomme de Molière, mise en scène de Jean-Louis Barrault : Lucile
- 1973 : L'Avare de Molière, mise en scène de Jean-Paul Roussillon : Mariane
- 1973 : L'École des femmes de Molière, mise en scène de Jean-Paul Roussillon : Agnès
- 1973 : Port-Royal d'Henry de Montherlant, mise en scène de Jean Meyer : sœur Marie-Françoise de l’Eucharistie
- 1974 : Ondine de Jean Giraudoux, mise en scène de Raymond Rouleau : Ondine
- 1974 : La Maison de Bernarda Alba de Federico García Lorca, mise en scène de Robert Hossein (reprise au théâtre de l'Odéon) : Adela

### Hors Comédie-Française
- 1972 : La Maison de Bernarda Alba de Federico García Lorca, mise en scène de Robert Hossein, Maison de la Culture de Reims : Adela
- 1983 : Mademoiselle Julie d'August Strindberg, mise en scène de Jean-Paul Roussillon puis Andréas Voutsinás, théâtre Édouard-VII, Paris : Julie[98]
- 2000 : La Dame aux camélias d’après Alexandre Dumas et René de Ceccatty, mise en scène d'Alfredo Arias, Théâtre Marigny, Paris : Marguerite Gautier
- 2006 : La Dernière Nuit pour Marie Stuart de Wolfgang Hildesheimer, mise en scène de Didier Long, théâtre Marigny, Paris : Marie Stuart
- 2014 : Kinship de Carey Perloff, mise en scène de Dominique Borg, théâtre de Paris : Elle
- 2017 : L'Amour et les Forêts d'Éric Reinhardt, mise en scène de Laurent Bazin, création Le Quai à Angers, tournée : voix de l'auteur et de plusieurs personnages
- 2019-2020 : Opening Night, d’après le scénario de John Cassavetes, mise en scène de Cyril Teste, Théâtre de Namur, Théâtre Le Quai à Angers, Théâtre des Bouffes-du-Nord - Paris, tournée France et étranger (New York, Rome) : Myrtle Gordon
- 2022-2023 : Le Vertige Marilyn de et mise en scène par Olivier Steiner et Emmanuel Lagarrigue, Maison de la Poésie, Théâtre de l'Atelier, Salle Pleyel, Paris, tournée France et étranger (Venise, New York) : Marilyn Monroe/elle-même

### Lecture
- 2016 : L'Amour et les Forêts d'Éric Reinhardt, théâtre Louis Jouvet, Rethel, théâtre Gabrielle Dorziat à Épernay
- 2017 : Georges Lavaudant, portrait d'un artiste, avec Astrid Bas, Ariel Garcia-Valdès, André Marcon, Pascal Rénéric, Théâtre de l'Odéon à Paris
- 2017 : Lettres de Marguerite Duras, Emily Dickinson, Choderlos de Laclos, lecture, BnF à Paris
- 2017 : Ismène de Yánnis Rítsos, Roma de Marguerite Duras, avec Micha Lescot, Festival d'Avignon - Musée Calvet
- 2017-2018 : De Duras à Dickinson, textes variables de Marguerite Duras, Camille Laurens, Pierre Choderlos de Laclos, Anne Dufourmantelle, Fred Vargas, Françoise Sagan, Claude Simon, Simon Johannin, Patrice Chéreau, Maria Casarès, Emily Dickinson, Nadia Tuéni, proposition de Valérie Six, Théâtre Saint-Louis de Pau, Théâtre de l'Archipel - scène nationale de Perpignan, BnF à Paris, musée Sursock à Beyrouth, Festival Eva Ganizate à Saint-Benoît-du-Sault
- 2018 : Opening Night, textes de Sei Shōnagon, John Cromwell, John Cassavetes, Isabelle Adjani, Maria Callas, Anton Tchekhov, Rainer Maria Rilke, Jean Racine, mise en lecture Cyril Teste, Festival Premiers Plans d'Angers - Théâtre Le Quai à Angers, villa Cavrois à Croix
- 2018 : Trois Femmes puissantes de Marie NDiaye, soirée SOS Méditerranée au Festival d'Aix-en-Provence
- 2018 : Correspondance Maria Casarès-Albert Camus, collaboration Valérie Six, avec Lambert Wilson, Les Langagières - TNP de Villeurbanne, Festival de la correspondance de Grignan, Festival d'Avignon - Musée Calvet, Le Livre sur la place - Opéra national de Lorraine à Nancy
- 2018 : Ismène de Yannis Ritsos, adaptation Valérie Six, musique Javier Muñoz Bravo, avec le Geneva Camerata - Bâtiment des Forces motrices, Genève[99]
- 2019 : La Fin du courage de Cynthia Fleury, mise en espace de Nicolas Maury, avec Laure Calamy, Palais de Tokyo et La Scala à Paris
- 2019 : Maria Callas, lettres & mémoires, Festival Éva Ganizate à Saint-Benoît-du-Sault
- 2024 : Les Murmures de l'âme, conception Valérie Six avec la collaboration de Daniel Loayza, Festival international du théâtre de Sibiu (Roumanie), Festival des Deux Mondes de Spolète (Italie)
- 2025 : Les Murmures de l'âme, Festival de Carcassonne

## Radio
- 2020 : Ça peut pas faire de mal de et avec Guillaume Gallienne sur France Inter, lecture d'Ulysse de James Joyce

## Applications et podcasts
- 2018 : Les Robes du soldat, application d'histoires pour enfants, texte Franck Joucla Castillo, illustration Eve Brengard, musique Cathialine.
- 2021 : Animalia, podcast, épisode Amanda l'abeille de Josh Vardey : narratrice
- 2023 : Ensemble - 40 ans de lutte contre le sida, podcast, épisode I Les Années 80 : narratrice

## Musique et discographie
- 1974 : Rocking chair de Serge Gainsbourg, pour l'émission télévisée Top à... de Maritie et Gilbert Carpentier consacrée à Sacha Distel.
- 1982 : Je ne peux plus dire je t'aime de et en duo avec Jacques Higelin, pour l'émission télévisée Formule un de Maritie et Gilbert Carpentier consacrée au premier.
- 1983 : Journal d'Alice James, livre audio, Éditions Des femmes, collection Bibliothèque des voix.
- 1983 : Premier album produit, écrit et composé par Serge Gainsbourg, dont elle coécrit les paroles de cinq titres et écrit seule celles d'un titre.

1. Ohio
2. Entre autres pas en traître
3. OK pour plus jamais (coécrit)
4. D'un taxiphone (coécrit)
5. C'est rien je m'en vais c'est tout
6. Le Mal intérieur
7. Beau oui comme Bowie
8. Le bonheur c'est malheureux (coécrit)
9. Je t'aime idiot (coécrit)
10. Et moi chouchou (écrit seule)
11. Pull marine (coécrit)

- 1984 : Rupture au miroir de Serge Gainsbourg, en duo avec Jane Birkin, pour l'émission télévisée Formule un consacrée à cette dernière.
- 1984 : Love Me or Leave Me, paroles de Gus Kahn et musique de Walter Donaldson, pour l'émission télévisée Show Isabelle Adjani.
- 1985 : Des textes, des voix, livre audio, collectif, Éditions des femmes.
- 1986 : 45 tours Princesse au petit pois, paroles d'Isabelle Adjani, musique de Sebastian Santa Maria, avec deux titres :

1. Princesse au petit pois 2. Léon dit

- 1990 : Je ne peux plus dire je t'aime (avec Jacques Higelin) sur 1 CD compilation 10 titres inclus dans un no  Hors commerce de CD Mag, à l'occasion de la sortie de l'intégrale studio 1974-1988 d'Higelin.
- 2002 : Gardez-moi les journaux de Pierre Hebey, livre audio, lecture collective, Gallimard.
- 2003 : Bon voyage, paroles de Martin Rappeneau, musique de Gabriel Yared, sur la bande originale du film Bon voyage de Jean-Paul Rappeneau.
- 2004 : On ne sert à rien de Lionel Florence et Pascal Obispo, en duo avec Pascal Obispo, sur l'album Sidaction, Ensemble contre le Sida, 10 ans ensemble.
- 2008 : Wo wo wo wo de et en duo avec Christophe, sur son album Aimer ce que nous sommes.
- 2011 : Tomber, paroles Frank Henry, musique de Frank Henry, Marco Papazian et Claude Salmiéri, sur la bande originale du film De force de Frank Henry.
- 2013 : Let Me Freak Out (Nosferatu) de The Aikiu, voix sur ce titre de leur album Ghost Youth.
- 2018 : Albert Camus et Maria Casarès, Correspondance (1944-1959), livre audio, lecture avec Lambert Wilson, Collection Écoutez lire, Gallimard. (Coup de cœur parole enregistrée et documents sonores 2018 de l’Académie Charles-Cros[100])
- 2018 : D'accord de et en duo avec Pascal Obispo, avec la voix de Youssou N'Dour, sur l'album Obispo.
- 2018 : On se voit se voir, paroles Jacques Chaumette et André Téchiné, musique Philippe Sarde, arrangements 2018 Alex Beaupain, pour le générique final du documentaire André Téchiné, cinéaste insoumis de Thierry Klifa.
- 2019 : Meet me by the Gates de et en duo avec The Penelopes.
- 2021 : Revolution #49, paroles et musique Elvis Costello, adaptation Muriel Teodori, voix parlée sur une version et voix chantée sur une autre du titre de l'album Hey Clockface d'Elvis Costello, en français sur l'album La Face de pendule à coucou.
- 2021 : Sous le soleil exactement de Serge Gainsbourg, sur l'album Les Pianos de Gainsbourg d'André Manoukian.
- 2021 : Quelques mots de et en duo avec Malik Djoudi, sur l'album Troie.
- 2022 : Jeder tötet was er liebt, paroles Oscar Wilde, musique Peer Raben et David Ambach, sur la bande originale du film Peter von Kant de François Ozon.
- 2022 : The Last Goodbye de et en duo avec The Penelopes.
- 2022 : La Chanson d'Adélaïde de Nicolas Bedos, pour son film Mascarade.
- 2023 : Nous deux de Benjamin Biolay, pour le téléfilm Adieu vinyle de Josée Dayan.
- 2023 : Adjani, bande originale, album réalisé par Pascal Obispo et Cécile DeLaurentis, avec la participation de Benjamin Biolay, Etienne Daho, Gaëtan Roussel, Seal, Simon Le Bon, Christophe, Akhenaton, Daniel Darc, Philippe Pascal, David Sylvian, Youssou N’Dour et Peter Murphy[101].

## Livres
- Du côté de chez Marylin, Paris, éditions de l'Observatoire, 2 octobre 2024, 160 pages (publié avec Olivier Steiner)[102].

## Distinctions
| Récompense                                                  | Année | Film                               | Reçu |
| ----------------------------------------------------------- | ----- | ---------------------------------- | ---- |
| César de la meilleure actrice                               | 1976  | L'Histoire d'Adèle H.              | ❌   |
| César de la meilleure actrice                               | 1977  | Barocco                            | ❌   |
| César de la meilleure actrice                               | 1982  | Possession                         | ✔️   |
| César de la meilleure actrice                               | 1984  | L'Été meurtrier                    | ✔️   |
| César de la meilleure actrice                               | 1986  | Subway                             | ❌   |
| César de la meilleure actrice                               | 1989  | Camille Claudel                    | ✔️   |
| César de la meilleure actrice                               | 1995  | La Reine Margot                    | ✔️   |
| César de la meilleure actrice                               | 2010  | La Journée de la jupe              | ✔️   |
| César de la meilleure actrice dans un second rôle           | 2019  | Le monde est à toi                 | ❌   |
| Oscar de la meilleure actrice                               | 1976  | L'Histoire d'Adèle H.              | ❌   |
| Oscar de la meilleure actrice                               | 1990  | Camille Claudel                    | ❌   |
| Prix d'interprétation féminine du Festival de Cannes        | 1981  | Possession                         | ✔️   |
| Prix d'interprétation féminine du Festival de Cannes        | 1981  | Quartet                            | ✔️   |
| Ours d'argent de la meilleure actrice du Festival de Berlin | 1989  | Camille Claudel                    | ✔️   |
| Lumière de la meilleure actrice                             | 2010  | La Journée de la jupe              | ✔️   |
| Molière de la comédienne                                    | 2001  | La Dame aux camélias               | ❌   |
| Molière de la comédienne                                    | 2007  | La Dernière nuit pour Marie Stuart | ❌   |
| Molière de la comédienne                                    | 2020  | Opening Night                      | ❌   |
| Globe de Cristal de la meilleure actrice                    | 2010  | La Journée de la jupe              | ✔️   |
| Globe de Cristal de la meilleure comédienne                 | 2015  | Kinship                            | ❌   |
| Globe de Cristal de la meilleure actrice de comédie         | 2019  | Le monde est à toi                 | ❌   |

### Ensemble des récompenses reçues
| Année | Récompense                                   | Catégorie                            | Film                       |
| ----- | -------------------------------------------- | ------------------------------------ | -------------------------- |
| 1973  | Prix du Syndicat de la critique              | Meilleure comédienne                 | L'École des femmes (pièce) |
| 1974  | Prix Suzanne-Bianchetti                      | Jeune comédienne                     | -                          |
| 1975  | David di Donatello                           | Meilleure jeune comédienne étrangère | La Gifle                   |
| 1975  | National Board of Review                     | Meilleure actrice                    | L'Histoire d'Adèle H.      |
| 1975  | New York Film Critics Circle                 | Meilleure actrice                    | L'Histoire d'Adèle H.      |
| 1975  | National Society of Films Critics Awards     | Meilleure actrice                    | L'Histoire d'Adèle H.      |
| 1976  | David di Donatello                           | Meilleure actrice étrangère          | L'Histoire d'Adèle H.      |
| 1976  | Festival international du film de Carthagène | Meilleure actrice                    | L'Histoire d'Adèle H.      |
| 1978  | Bambi                                        | Meilleure actrice                    | L'Histoire d'Adèle H.      |
| 1981  | Festival de Cannes                           | Prix d'interprétation féminine       | Possession, Quartet        |
| 1982  | César                                        | Meilleure actrice                    | Possession                 |
| 1983  | Festival Fantasporto                         | Meilleure actrice                    | Possession                 |
| 1984  | César                                        | Meilleure actrice                    | L'Été meurtrier            |
| 1989  | César                                        | Meilleure actrice                    | Camille Claudel            |
| 1989  | Festival de Berlin                           | Prix d'interprétation féminine       | Camille Claudel            |
| 1995  | César                                        | Meilleure actrice                    | La Reine Margot            |
| 2003  | Festival de Cabourg                          | Prix d'interprétation féminine       | Adolphe                    |
| 2004  | Festival de Montréal                         | Grand prix spécial des Amériques     | Carrière                   |
| 2009  | Festival de Monte Carlo                      | Meilleure actrice                    | La Journée de la jupe      |
| 2010  | Lumières de la presse internationale         | Meilleure actrice                    | La Journée de la jupe      |
| 2010  | Globe de Cristal                             | Meilleure actrice                    | La Journée de la jupe      |
| 2010  | Étoile d'or                                  | Meilleure actrice                    | La Journée de la jupe      |
| 2010  | César                                        | Meilleure actrice                    | La Journée de la jupe      |
| 2016  | Festival international du film de Marrakech  | Etoile d'or d'honneur                | Carrière                   |

### Box-office
Liste des films avec Isabelle Adjani ayant attiré au moins un million de spectateurs en France
|    | Film                          | Réalisation                     | Année | Entrées   |
| 1  | L'Été meurtrier               | Jean Becker                     | 1983  | 5 137 040 |
| 2  | Raiponce                      | Byron Howard & Nathan Greno     | 2010  | 4 022 966 |
| 3  | La Gifle                      | Claude Pinoteau                 | 1974  | 3 385 541 |
| 4  | Subway                        | Luc Besson                      | 1985  | 2 920 588 |
| 5  | Wish, Asha et la bonne étoile | Chris Buck & Fawn Veerasunthorn | 2023  | 2 835 401 |
| 6  | Camille Claudel               | Bruno Nuytten                   | 1988  | 2 717 136 |
| 7  | Tout feu, tout flamme         | Jean-Paul Rappeneau             | 1982  | 2 279 445 |
| 8  | La Reine Margot               | Patrice Chéreau                 | 1994  | 2 002 915 |
| 9  | Sous les jupes des filles     | Audrey Dana                     | 2014  | 1 349 860 |
| 10 | Driver                        | Walter Hill                     | 1978  | 1 102 183 |

### Décorations
- Chevalier de la Légion d'honneur (2010)[103]
- Commandeur de l'ordre des Arts et des Lettres (2014)[104].

## Hommages, citations
- Dans un sketch du film italien collectif Mesdames et messieurs, bonsoir (1976), le présentateur incarné par Marcello Mastroianni compare son assistante, campée par Monica Guerritore, à Isabelle Adjani, en évoquant L'Histoire d'Adèle H.
- Plusieurs chansons évoquent Isabelle Adjani :
  - Djemila des Lilas de Jean-Luc Lahaye (1986), paroles de Jean-Luc Lahaye et Jean-Claude Collo, musique de Cyril Assous, sur son troisième album Flagrant délit tendresse (Djemila des Lilas / Frêle gazelle des ruelles / Met du bleu sur ses yeux / De la fièvre sur ses lèvres / Et loin de Khomeiny / Elle imite Adjani)
  - Belle comme Isabelle de Midi V (1988), paroles et musique de Jean-Marc Filippi (Car elle était belle / Comme Isabelle / Elle était jolie / Comme Adjani)
  - Cannes de Barbara Carlotti (2006), sur son second album Les Lys brisés (Au bras d'Isabelle Adjani / Tu toises la foule et tu souris).
  - Les Deux Isabelle d'Élisa Point et Alain Klingler (2018), sur leur album commun Ce soir la nuit rentrera tard. Le titre évoque Isabelle Huppert et Isabelle Adjani.
  - En ouverture de la 44e cérémonie des César (2019), le maître de cérémonie Kad Merad revisite les titres phares du groupe Queen, dont Another One Bites the Dust, dont il transforme avec humour les paroles en citant l'absence de la comédienne, nommée comme meilleure actrice dans un second rôle pour Le monde est à toi (Tiens, tiens, tiens, mais y'a pas Adjani / Tiens, tiens, tiens, mais où est Adjani ? / Y'a Karin Viard, Leïla Bekhti, mais y'a pas Adjani / Y'a Virginie Efira, mais y'a pas Adjani / J'commence pas la cérémonie, si y'a pas Adjani / Débrouillez-vous en régie, appelez-lui un taxi / Moi j'm'en fous, j'suis un déglingo, je casse tout s'il le faut / J'annule toute la cérémonie, si y'a pas Adjani)
- Hervé Guibert, dont elle fut proche, en a fait un personnage prénommé Marine en référence à la chanson Pull marine dans son roman d'autofiction À l'ami qui ne m'a pas sauvé la vie (1990).
- L'écrivain américain Bret Easton Ellis la fait apparaître dans une scène parisienne de son roman Glamorama (1998) : « Soudain, Bertrand est bloqué, d'abord par un garçon qui porte un plateau de hors-d'œuvre, que Bertrand refoule avec rage, puis par une Isabelle Adjani d'une insistance inhabituelle et avec laquelle il se force à converser. »
- En 2023, Claire Bouilhac et Catel adaptent en bande dessinée le roman de George Sand, Indiana (1832), en prêtant à l'héroïne les traits d'une Isabelle Adjani juvénile.